# گرت بری
گرت بری (انگلیسی: Gareth Barry؛ زادهٔ ۲۳ فوریهٔ ۱۹۸۱) بازیکن سابق فوتبال اهل بریتانیا است.
از باشگاه‌هایی که در آن بازی کرده‌است می‌توان به استون ویلا، منچستر سیتی، اورتون و وست برومویچ آلبیون اشاره کرد.
او همچنین ۵۳ بازی ملی برای تیم ملی فوتبال انگلستان انجام داده‌است.
وی همچنین با ۶۵۳ بازی رکورد دار بیشترین بازی در لیگ برتر فوتبال انگلستان می‌باشد.
گرت بری تنها بازیکن تاریخ لیگ برتر بوده که ۶۰۰ بار در ترکیب ابتدایی تیمش حضور داشته است.